# Odas (Horacio)
Las Odas (en latín Carmina) es un conjunto de cuatro libros de odas escritas por el poeta latino Horacio.
Horacio tenía un gran conocimiento de la literatura griega y esto lo alentó para escribir imitando la métrica de los poetas griegos como Safo, Anacreonte o Alceo. Horacio siempre pensó que el género lírico era el más sublime de los géneros y que todos los poetas tenían que dedicarse a él. Los tres primeros libros de las Odas siguieron un orden compositivo en el que queda manifiesta la vida íntima de Horacio:
- El primer libro (Carminum liber I) corresponde a la juventud, la fantasía e inspiraciones variadas: composiciones severas, épicas o literarias se mezclan con otras más dichosas o de invocación a Venus.
- En el segundo libro (Carminum liber II) hay una pausa para la meditación, se amortigua el impulso lírico. Trata de lo que él pide a la vida. Se expone el concepto de aurea mediocritas; también se habla del paso del tiempo y del otium (ocio).
- en el tercer libro (Carminum liber III) nos encontramos con un Horacio ya maduro. Aun así vuelve a los viejos temas.

## Antecedentes
Horacio es el máximo representante de la lírica latina, puesto que es el primer autor romano que se dedica exclusivamente a este género. Los modelos que utiliza son tanto griegos como latinos.
Previamente a las composiciones líricas del autor, fue Catulo quien inicia este género en el ámbito romano, escribiendo cuatro composiciones líricas (XXXIV, XL, LI, LXI). Además de él, los "poetae novi" intentan adaptar los metros griegos a la poesía lírica latina. En cuanto a los antecedentes griegos, Horacio no solo utiliza los metros heredados de los diferentes poetas, sino que además trata los mismos temas, pero desde un punto de vista romano. Sin duda, lo que pretende el poeta con sus Odas es revivir la tradición lírica griega: de Safo y Alceo toma sus estrofas métricas (yambo, troqueo...); para los temas, toma como referencia los tratados por Píndaro, Estesícoro, Anacreonte, Teognis o Simónides; y, como influencia directa de Alceo, escribe sobre el amor, la política y los banquetes, tratados ya en el siglo IV a. C. por el autor de Mitilene.

## Filosofía de las odas
Horacio recoge varias ideas filosóficas en sus Odas, algunas provenientes de sus estudios de los principales poetas y filósofos griegos, y otros de la sabiduría popular, en especial la de su padre. Vemos la predominancia de la corriente filosófica del epicureísmo y el estoicismo, en la alabanza de las cosas pequeñas sobre las grandes en la vida. También, en la Epístola I, 1, Horacio admite que también sigue la doctrina del Eclecticismo.
Horacio, pues, escribe sobre la idea de la vida y la muerte, sobre la corta duración de la vida y el inflexible final que es la muerte; escribe sobre la virtud del término medio; sobre no ambicionar grandes riquezas ni honores; y sobre el camino que tiene que tomar cada persona, sin dejarse engañar por la prosperidad ni que lo hunda el fracaso.

## Temas de las odas
Horacio mezcla varios temas en sus libros de Odas, muchos provenientes de la tradición helenística. Los primeros volúmenes son inspirados por la poesía griega de Safo y Alceo, y trata una temática sencilla, con una moral práctica, y donde se alaban los pequeños placeres, como son el vino, los banquetes, la comida y la paz, la compañía de sus amigos y el amor. Cuando habla sobre el amor también incluye algunas poesías en hombres. No vemos el tema del fumus ueritatis que encontraríamos en las poesías de Catulo, es decir, una pasión real que nos transmite; por eso podemos deducir que algunos de los amores a los que canta Horacio son inventados.
Adopta un tono más solemne al escribir poesías con alabanzas a Augusto y al que ha hecho con Roma. Su voz política también se ensancha y se solemniza, como podemos ver a la Oda I, 14, en que Horacio presenta una nave como alegoría del Imperio Romano, una nave que ha sufrido el embate de las olas y necesita reparación. La metáfora, pues, es que el Imperio es la nave, que después de una guerra civil tiene que rehacerse. También canta en odas civiles sobre las batallas de las guerras civiles.
También pone especial atención al tema de la amistad, tanto a Mecenàs, a quien dedica muchas poesías, como a la gente de su círculo (vemos escritos dedicados a Virgilio, a Vario o a Varus, entre otros). Horacio vive bajo la protección de Mecenàs, a quien también le iba bien la fama del poeta.
Escribe sobre la vida tranquila, modesta y sencilla, sobre la medida, en la Oda I, 28, y en la Oda II, 10, conocida como Aurea Mediocritas, alabanza de la medianía, a no cometer excesos. Encontramos un tono de nostalgia respecto a la vida en el campo, un respeto y amor a la naturaleza (a la que compara con la vida), y un gusto para recrearse en los paisajes.
Se pone especial atención en la inexorabilidad del destino, como vemos a la Oda I, 11, conocida como el tópico del carpe diem, o la Oda I, 24, poema hecho después de la muerte de su amigo Varus, en el que nos dice que la muerte no se puede evitar.
Vemos cómo Horacio proclama la inmortalidad del poeta, como en la Oda III, 30. Se refiere al hecho de que, mientras sus poesías sean leídas, su alma seguirá viva.

## Tradición manuscrita
Se han transmitido 850 manuscritos de Horacio que han hecho que conservamos su obra completa. En cuanto a los papiros solo conservamos el pap. Hawara 24 donde aparece un verso del autor. El editor Klingner clasificó los manuscritos en tres grupos: Ξ, Ψ, y Q.
El primer grupo (Ξ) integra los cuatro manuscritos más destacados que han transmitido las Odas.
-Parisinus 7900 A. Biblioteca Nacional, París. Datado a finales del siglo IX.
-Bernensis 363. Burgerbibliothek, Berna. Contiene diferentes autores y faltan algunas odas. Copiado alrededor del siglo XII.
-Monacensis Latinus 14685. Staasbibliothek, Múnich. Copiado en el siglo XII.
-Codex Sancti Eugendi. Biblioteca municipal, Saint-Claude. Datado en el siglo XI.
El segundo grupo de la clasificación bajo la sigla Ψ está integrado por:
-Parisinus 7974, del siglo X. Biblioteca Nacional, París.
-Parisinus 7971, del siglo X. Biblioteca Nacional, París.
-Parisinus 7972. Biblioteca Nacional, París. Copiado alrededor del año 900.
-Leidensis 28. Biblioteca de la Universidad Pública, Leiden. Datado en el siglo IX.
-Harleianus 2725. Museo Británico, Londres. Copiado a finales del siglo IX.
-Parisinus 10310. Biblioteca Nacional, París. Del siglo IX.
-Vaticanus Reginae 1703. Biblioteca Vaticana. Está datado antes del año 879. Es el manuscrito conservado más antiguo.
La última familia de manuscritos (Q):
-Laurentianus. Biblioteca Laurenziana, Florencia. Del siglo X.
-Vaticanus 866. Copiado a caballo del siglo X y XI.
-Ambrosianus. Datado entre los siglos IX y X. Biblioteca Ambrosiana, Milán.
-Sangallensis 312. Del siglo X. Biblioteca Municipal, Sankt Gallen.
-Oxoniensis. Datado en el siglo XI. Biblioteca Bodleiana, Oxford.

## Música
- El compositor italiano Giuseppe Antonio Paganelli puso música a las Odas de Horacio.[2]

## Bibliografía

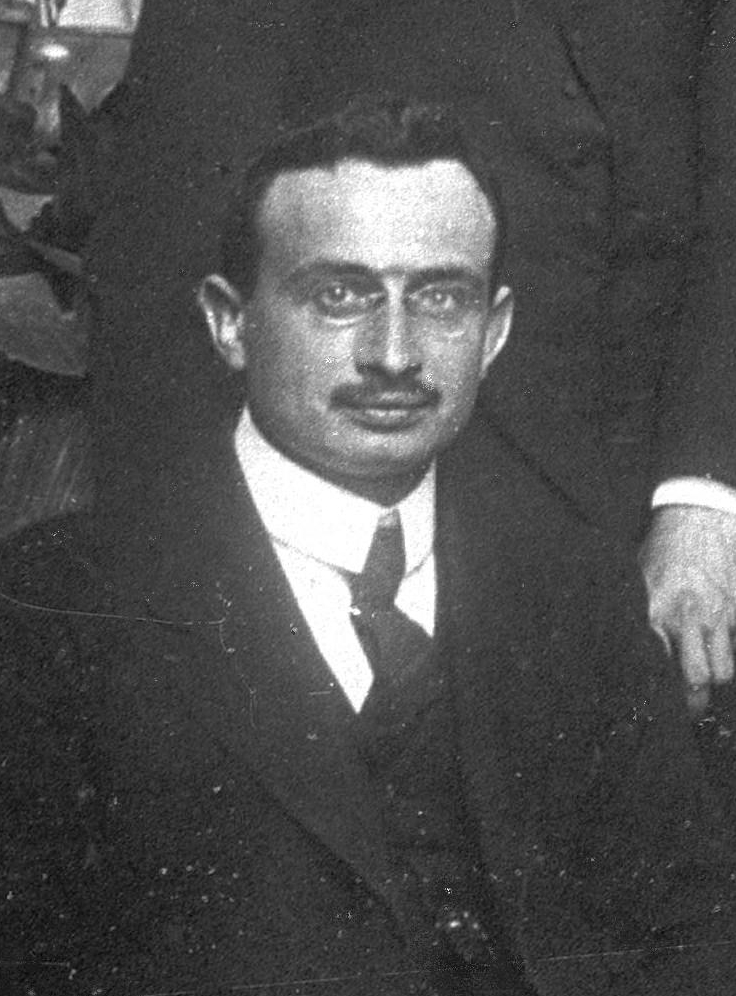
Jean Bayet en 1919.